# Kernavė
Kernavė (más névváltozatokban Kernavos, Kernovo, Kiernowo, lengyelül: Kiernów, jiddisül: Kernuvke) a Litván Nagyfejedelemség első ismert középkori fővárosa volt, ma turisztikai látványosságként és régészeti lelőhelyként nevezetes; a település lakossága 2011-ben mindössze 272 fő volt. A helyszín Litvánia délkeleti részén, a Širvintos kerületi önkormányzat területén található. 1989-ben litván állami kulturális rezervátumot hoztak létre. 2004-ben Kernavė régészeti lelőhelyét felvették az UNESCO világörökségi listájára.

## Története
Kernavė területe a paleolitikum végén ritkán lakott volt, a mezolitikum és a neolitikum idején a településen élők száma jelentősen megnőtt.
A várost írásban először 1279-ben említették, amikor Traidenis litván nagyfejedelem fővárosaként a Német Lovagrend megostromolta. 1390-ben, a litván polgárháború idején (1389–1392) a lovagok felégették a várost és annak épületeit a Pajauta-völgyben, beleértve a várat is. A rajtaütés után a várost már nem építették újjá, és a maradék lakosok a hegy tetejére költöztek ahelyett, hogy a völgyben maradtak volna. A későbbi években a város maradványait hordalékos földréteg borította be, amely nedves tőzeget képzett. A tárgyi emlékek nagy részét ez épségben megőrizte, a helyszín így a régészek kincsesbányája lett, ezért néhányan Kernavėt „Litvánia Trójájának” nevezik. Például Kernavėnál található a legrégebbi ismert medgrinda (más néven kūlgrinda), egy titkos, víz alatti út, amelyet fából építettek. A különleges utat védekezésre használták a 4–7. században, mivel a rejtett úton a helyiek át tudtak kelni a vizenyős és mocsaras területen, míg az ellenségeik odavesztek benne.
1613-ban a várost feltüntették a híres Magni Ducatus Lithuaniae, et Regionum Adiacentium exacta Descriptio néven ismert, a Litván Nagyfejedelemség területét ábrázoló térképen, amelyet Amszterdamban nyomtattak és a litván mágnás, Kristupas Mikalojus Radvila Našlaitėlis finanszírozásával.
A helyszín a 19. század közepén vált ismét szélesebb körű érdeklődés tárgyává, amikor egy romantikus író, Feliks Bernatowicz Pojata, córka Lizdejki (Pajauta, Lizdeika lánya; megjelent 1826-ban Varsóban) című regényében ábrázolta a környéket. Az egykori földvár domboldalait a Tyszkiewicz testvérek, majd Władysław Syrokomla (1859) hamarosan feltárták. A második világháború után az ásatási munkákat 1979-ban a Vilniusi Egyetem, majd 1980–1983 között a Litván Történeti Intézet kezdte újra. A Kernavė Állami Kulturális Rezervátum 2003-ban jött létre.

## Építmények

### A templomok
A mai templom mellett találhatóak az egykori templomok maradványai. Az 1739-ben épült fatemplom alapjait feltárták, magát az épületet 1935-ben Krivonysba költöztették. A Vytautas nagyfejedelem halálának 500. évfordulója alkalmából 1930-ban emelt betonkereszt emlékmű állít emléket az 1420-ban épült Vytautas-templomnak. Az egykori templomok körüli területen temették el a halottaikat a helyiek a 15. és 19. század között. A fából készült kápolna a népi építészet remek példája. A kutatók úgy vélik, hogy a 13. század végén épült a Kernavelė birtokon. A 19. század végén a templom épületét raktárként használták. 1920-ban új templomot építettek, és a kápolna leromlott, mivel már nem tartozott az egyházhoz. 1959-ben kijavították, 1993–1994 közt pedig teljesen helyreállították. Az épület a helyi plébániához tartozik, és szobrok kiállítására használják.
A 19. századi téglatemplombann található a Romer család mauzóleuma, amelyet a földbirtokos Stanisław Romer építtetett 1851–1856-ban. A kápolna téglából és gipszből épült, és a késő klasszicizmus stílusában tervezték. Kicsi és nyolcszögletű alaprajza a klasszicizmus szempontjából szokatlan. A belső térben a padló közepén nyílik a kriptához vezető lejáró, amely a kriptához vezet. A koporsókat a fal fülkéiben helyezték el, amelyeket a családtagok nevével és címerével ellátott emléktáblákkal zártak le, emellett fennmaradt a kőből épült oltár is. Az oldalfalak mentén fekete padsorokat helyeztek el. A falakra emléktáblák vannak kitüntetve, a címerrel és a Riomeriai család tagjainak nevével. Az első világháború után a kápolnát elhanyagolták. 1959-ben és 1987-ben felújították. Jelenleg a kápolna Kernavė plébániájához tartozik.

## Fordítás
- Ez a szócikk részben vagy egészben  a   Kernavė című angol Wikipédia-szócikk ezen változatának fordításán alapul.  Az eredeti cikk szerkesztőit annak laptörténete sorolja fel. Ez a jelzés csupán a megfogalmazás eredetét és a szerzői jogokat jelzi, nem szolgál a cikkben szereplő információk forrásmegjelöléseként.